# Jacob Ferdinand Voet
Jacob Ferdinand Voet (Antwerpen, 1639 - Parijs, 1689/1700) was Brabants barokschilder.

## Biografie
Hij was de zoon van schilder Elias Voet. Voet vertoefde achtereenvolgens te Rome (1679-1680), Milaan (1680), Florence (1681), Turijn (1682-1684). In Italië vestigde hij zijn reputatie als een portretschilder voor de adel en de hogere rangen van de katholieke kerk.
Hij reisde in 1684 terug naar Antwerpen. Tijdens zijn reizen kwam hij in contact met Cornelis Bloemaert II, Jan van Bunnik, Adriaen van der Cabel, Peter van Bloemen en Gillis Wenix. Even later vertrok hij naar Parijs en bleef daar tot aan zijn dood.

## Werken
Werken van hem hangen in de Galleria Pallavicini, het istituto Nazionale per la Grafica, de Biblioteca Apostolica Vaticana, het rijksmuseum Amsterdam, het National Portrait Gallery en het Walters Art Museum.

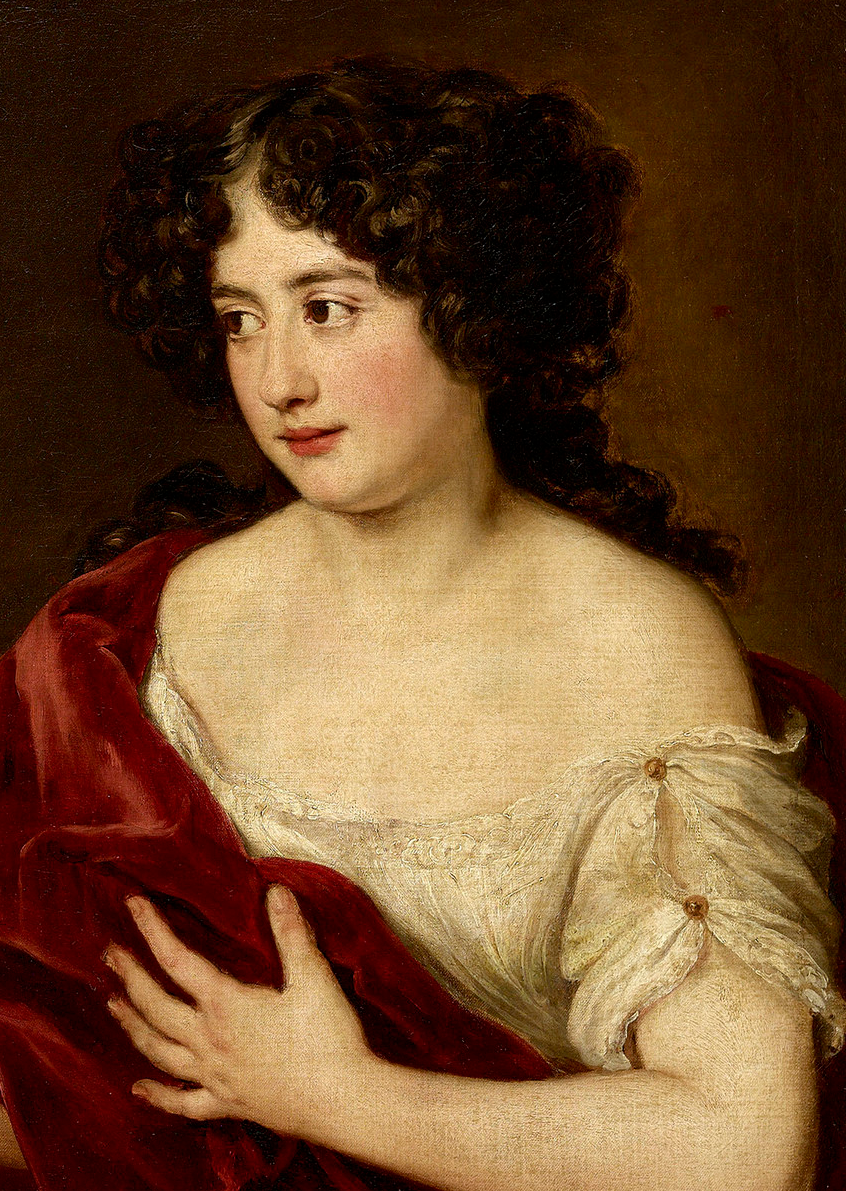
Portret van Maria Mancini
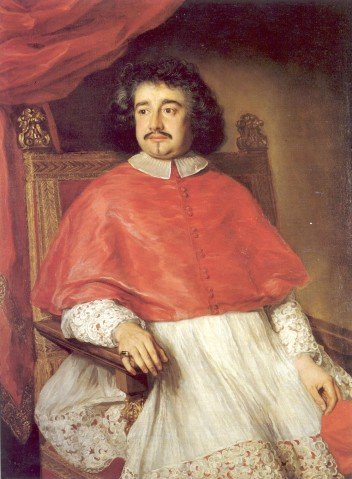
Portret van Cardinaal Flavio Chigi

- Biblioteca Nacional de España: XX886874
- Bibliothèque nationale de France: cb15546276s (data)
- Biografisch Portaal: 34136321
- Gemeinsame Normdatei: 123767245
- International Standard Name Identifier: 0000 0000 8161 9833
- KulturNav: ae7dcece-2d4c-457b-a37b-be77ec8740cb
- Library of Congress Control Number: nr2005029095
- Nederlandse Thesaurus van Auteursnamen: 292771339
- RKD-Nederlands Instituut voor Kunstgeschiedenis: 81552
- Système universitaire de documentation: 099312662
- Union List of Artist Names: 500020271
- Virtual International Authority File: 69843936
- WorldCat: E39PCjBdcyPJCfrhgCM7kTppT3